# Cikedokan (Bayongbong)
Cikedokan is een bestuurslaag in het regentschap Garut van de provincie West-Java, Indonesië. Cikedokan telt 4860 inwoners (volkstelling 2010).